# NGC 1951
NGC 1951 é um aglomerado estelar aberto compacto na Grande Nuvem de Magalhães, na direção da constelação do Peixe Dourado. Foi descoberto pelo astrônomo inglês John Herschel em 1834. Devido a sua moderada magnitude aparente (+10,2), é visível mesmo com pequenos telescópios amadores ou com equipamentos superiores.